# Andrés Blanqui
Andrés Blanqui (nacido Giovanni Andrea Bianchi) (Campione, Como, Ducado de Milán actual Italia, 24 de noviembre de 1677-Córdoba, Virreinato del Perú, actual Argentina, 25 de diciembre de 1740) fue un arquitecto de la orden jesuita que es tomado como uno de los más importantes de la arquitectura colonial en la actual República Argentina, junto con su compatriota Juan Bautista Prímoli.

## Vida
Nacido en 1675 en Campione, Como, Lombardía, estudió arquitectura e ingresó a la Compañía de Jesús a los 41 años en 1716. Fue enviado como hermano coadjutor a Buenos Aires, en el Virreinato del Perú, llegando a Buenos Aires el 13 de julio de 1717. Llegó a su destino acompañado por Juan Bautista Prímoli, de su misma profesión, quien lo secundó en la mayoría de sus obras posteriores. Como ya había ejercido la profesión de arquitecto hacía unos cuantos años, ello parece explicar su habilidad en las artes constructivas, y la enorme cantidad de obras en las que participó.
En un primer momento trabajó en esa ciudad. Se lo considera proyectista de las obras religiosas y civiles más importantes del siglo XVIII en Buenos Aires, tales como la conclusión de la Catedral (1724-1727) que se derrumbaría en 1752; la construcción de la Iglesia de San Ignacio proyectada por Juan Krauss (inaug. 1722, consagr. 1734) y su colegio adjunto; el proyecto de la Iglesia de San Francisco (1731); el de la Iglesia del Pilar (1724) junto con los interiores del Asilo (actual Centro Cultural Recoleta); el de la Iglesia del Belén (1734); el de la Iglesia de la Merced y el primer Convento de las Catalinas en las actuales calles México y Defensa. Por otra parte, la obra de arquitectura civil proyectada por Blanqui en Buenos Aires es uno de los edificios más representativos de la ciudad: el Cabildo (1725), muchas veces modificado y reducido hasta su restauración al estilo colonial en 1940.
También realizó numerosos trabajos en la provincia de Córdoba: la Catedral de Córdoba (1729); la Estancia de Alta Gracia; la de Jesús María y la de Santa Catalina.
Por último, dirigió la construcción de las Misiones del Paraguay. Falleció en la Navidad de 1740.